# Nierówności między średnimi
Nierówności między średnimi, nierówności Cauchy’ego między średnimi – nierówności porządkujące w ciąg nierosnący cztery średnie, tj. średnią kwadratową, arytmetyczną, geometryczną i harmoniczną wyznaczone dla tego samego układu liczb dodatnich {\displaystyle a_{1},a_{2},\dots ,a_{n}.} Ich nazwa pochodzi od nazwiska Augustina Louisa Cauchy’ego, francuskiego matematyka.
Oznacza to, że:
{\displaystyle {\sqrt {\frac {a_{1}^{2}+a_{2}^{2}+\ldots +a_{n}^{2}}{n}}}\geqslant {\frac {a_{1}+a_{2}+\ldots +a_{n}}{n}}\geqslant {\sqrt[{n}]{a_{1}\cdot a_{2}\cdot \ldots \cdot a_{n}}}\geqslant {\frac {n}{{\frac {1}{a_{1}}}+{\frac {1}{a_{2}}}+\ldots +{\frac {1}{a_{n}}}}}.}
Ponadto równości w powyższym wyrażeniu zachodzą wtedy i tylko wtedy, gdy liczby {\displaystyle a_{1},a_{2},\dots ,a_{n}} są równe.
Nierówność między średnimi jest szczególnym przypadkiem nierówności między średnimi uogólnionymi.
Można też rozważać ważoną wersję tej nierówności:
{\displaystyle q_{1}x_{1}+q_{2}x_{2}+\ldots +q_{n}x_{n}\geqslant x_{1}^{q_{1}}x_{2}^{q_{2}}\ldots x_{n}^{q_{n}}}
dla
{\displaystyle x_{1},x_{2},\dots x_{n},q_{1},q_{2},\dots ,q_{n}>0} i {\displaystyle q_{1}+q_{2}+\ldots +q_{n}=1}
bądź wersję całkową:
{\displaystyle \exp \left({\frac {1}{b-a}}\int _{a}^{b}\ln {f(x)}\mathrm {d} x\right)\leqslant {\frac {1}{b-a}}\int _{a}^{b}f(x)\mathrm {d} x.}
dla {\displaystyle f} całkowalnej i dodatniej w {\displaystyle [a,b].}

## Dowody
Nierówność Cauchy’ego między średnimi jest szczególnym przypadkiem nierówności między średnimi potęgowymi, więc dowód nierówności między średnimi potęgowymi jest jednocześnie dowodem nierówności Cauchy’ego, ale można przeprowadzić również osobne dowody, mniej lub bardziej zbliżone do dowodu nierówności między średnimi potęgowymi, dla poszczególnych nierówności zawartych wśród nierówności Cauchy’ego.

### Średnia arytmetyczna i geometryczna

#### Dowód przy użyciu twierdzenia o ciągach jednomonotonicznych
Niniejszy dowód korzysta z twierdzenia o ciągach jednomonotonicznych.
Weźmy dowolny ciąg liczb rzeczywistych dodatnich: {\displaystyle \left({\sqrt[{n}]{a_{1}}},{\sqrt[{n}]{a_{2}}},\dots ,{\sqrt[{n}]{a_{n}}}\right).} Możemy założyć bez straty ogólności, że jest on uporządkowany nierosnąco, ponieważ zbiór liczb rzeczywistych jest uporządkowany, ciąg ten jest wobec tego monotoniczny, a w szczególności jest jednomonotoniczny sam ze sobą. Następnie mnożąc kolejne elementy tego ciągu ‘po przekątnej’ i operację tę powtarzając {\displaystyle n} razy, jak na przykładzie dla {\displaystyle n=3} (mnożymy wyrazy tego samego koloru):
{\displaystyle {\begin{bmatrix}{\color {Blue}{\sqrt[{3}]{a_{1}}}}&{\color {red}{\sqrt[{3}]{a_{2}}}}&{\color {green}{\sqrt[{3}]{a_{3}}}}\\{\color {Green}{\sqrt[{3}]{a_{1}}}}&{\color {blue}{\sqrt[{3}]{a_{2}}}}&{\color {red}{\sqrt[{3}]{a_{3}}}}\\{\color {red}{\sqrt[{3}]{a_{1}}}}&{\color {green}{\sqrt[{3}]{a_{2}}}}&{\color {blue}{\sqrt[{3}]{a_{3}}}}\end{bmatrix}}}
po dodaniu otrzymujemy:
{\displaystyle n\cdot {\sqrt[{n}]{a_{1}a_{2}a_{3}\ldots a_{n}}}}
zgodnie z twierdzeniem o ciągach jednomonotonicznych:
{\displaystyle {\sqrt[{n}]{a_{1}}}\,^{n}+{\sqrt[{n}]{a_{2}}}\,^{n}+\ldots +{\sqrt[{n}]{a_{n}}}\,^{n}=a_{1}+a_{2}+\ldots +a_{n}\geqslant n\cdot {\sqrt[{n}]{a_{1}a_{2}a_{3}\ldots a_{n}}},}
co po podzieleniu obustronnie przez {\displaystyle n} daje żądaną nierówność:
{\displaystyle {\frac {a_{1}+a_{2}+\ldots +a_{n}}{n}}\geqslant {\sqrt[{n}]{a_{1}a_{2}a_{3}\ldots a_{n}}}.}

#### Dowód przy użyciu nierówności Jensena
Funkcja {\displaystyle \log x} jest wklęsła w przedziale {\displaystyle (0;\infty ).} Z nierówności Jensena dla funkcji wklęsłej przy
{\displaystyle \alpha _{1}=\alpha _{2}=\ldots =\alpha _{n}={\tfrac {1}{n}}}
otrzymujemy, że dla dowolnych liczb dodatnich {\displaystyle x_{1},x_{2},\dots ,x_{n}} zachodzi
{\displaystyle \log(\alpha _{1}x_{1}+\alpha _{2}x_{2}+\ldots +\alpha _{n}x_{n})\geqslant \alpha _{1}\log(x_{1})+\alpha _{2}\log(x_{2})+\ldots +\alpha _{n}\log(x_{n}).}
Stąd:
{\displaystyle \log \left({\frac {1}{n}}(x_{1}+x_{2}+\ldots +x_{n})\right)\geqslant {\frac {1}{n}}(\log(x_{1})+\log(x_{2})+\ldots +\log(x_{n}))=\log \left((x_{1}x_{2}\ldots x_{n})^{\frac {1}{n}}\right).}
Funkcja {\displaystyle \log } jest rosnąca, więc jest to równoważne:
{\displaystyle {\frac {x_{1}+x_{2}+\ldots +x_{n}}{n}}\geqslant (x_{1}x_{2}\ldots x_{n})^{\frac {1}{n}}={\sqrt[{n}]{x_{1}x_{2}\ldots x_{n}}},}
co kończy dowód.

#### Dowód przy użyciu nierówności Muirheada
Biorąc ciągi {\displaystyle a=(1,0,0,\dots ,0)} i {\displaystyle b=\left({\frac {1}{n}},{\frac {1}{n}},\dots ,{\frac {1}{n}}\right)} z nierówności Muirheada otrzymujemy natychmiast:
{\displaystyle (n-1)!(x_{1}+x_{2}+\ldots +x_{n})\geqslant n!x_{1}^{\frac {1}{n}}x_{2}^{\frac {1}{n}}\ldots x_{n}^{\frac {1}{n}},}
czyli
{\displaystyle {\frac {x_{1}+x_{2}+\ldots +x_{n}}{n}}\geqslant {\sqrt[{n}]{x_{1}x_{2}\ldots x_{n}}}.}

#### Dowód indukcyjny
Poniższy dowód opiera się na indukcji matematycznej w nietypowy sposób, gdyż stosuje się w nim indukcję wsteczną. Został on podany przed Cauchy'ego w jego dziele Cours d’analyse de l’École Polytechnique
Przypadek {\displaystyle n=1} jest trywialny, gdyż średnia arytmetyczna i geometryczna są zawsze równe sobie.
Przypadki dwóch składników
Na początku udowodnijmy nierówność w przypadku dwóch składników tj. {\displaystyle {\frac {a+b}{2}}\geqslant {\sqrt {a\cdot b}}.}
Ponieważ każda liczba podniesiona do kwadratu jest nieujemna, zatem:
{\displaystyle (a-b)^{2}\geqslant 0{,}}
{\displaystyle a^{2}-2ab+b^{2}\geqslant 0,}
{\displaystyle a^{2}+2ab+b^{2}\geqslant 4ab{,}}
{\displaystyle {\frac {(a+b)^{2}}{4}}\geqslant ab,} po spierwiastkowaniu:
{\displaystyle {\frac {(a+b)}{2}}\geqslant {\sqrt {ab}},} co kończy dowód dla {\displaystyle n=2}.
Ponadto z podanej na początku nierówności wynika fakt, że średnie są równe wtedy i tylko wtedy, gdy wszystkie liczby są takie same.
Przypadek {\displaystyle n=2^{k}}
Następnie można udowodnić za pomocą indukcji, że jeżeli twierdzenie jest prawdziwe dla {\displaystyle n}, to jest też prawdziwe dla {\displaystyle 2n}:
{\displaystyle {\begin{aligned}&{\frac {a_{1}+a_{2}+\ldots +a_{n}+a_{n+1}+a_{n+2}+\ldots +a_{2n}}{2n}}={\frac {{\frac {a_{1}+a_{2}+\ldots +a_{n}}{n}}+{\frac {a_{n+1}+a_{n+2}+\ldots +a_{2n}}{n}}}{2}}\\&\geqslant {\frac {{\sqrt[{n}]{a_{1}\cdot a_{2}\cdot \ldots \cdot a_{n}}}+{\sqrt[{n}]{a_{n+1}\cdot a_{n+2}\cdot \ldots \cdot a_{2n}}}}{2}}\\&\geqslant {\sqrt {{\sqrt[{n}]{a_{1}\cdot a_{2}\cdot \ldots \cdot a_{n}}}\cdot {\sqrt[{n}]{a_{n+1}\cdot a_{n+2}\cdot \ldots \cdot a_{2n}}}}}\\&={\sqrt {\sqrt[{n}]{a_{1}\cdot a_{2}\cdot \ldots \cdot a_{n}\cdot a_{n+1}\cdot a_{n+2}\cdot \ldots \cdot a_{2n}}}}={\sqrt[{2n}]{a_{1}\cdot a_{2}\cdot \ldots \cdot a_{n}\cdot a_{n+1}\cdot a_{n+2}\cdot \ldots \cdot a_{2n}}}\end{aligned}}}
Wynika stąd, że dla każdego naturalnego {\displaystyle k}: {\displaystyle {\frac {a_{1}+a_{2}+\ldots +a_{2^{k}}}{2^{k}}}\geqslant {\sqrt[{2^{k}}]{a_{1}\cdot a_{2}\cdot \ldots \cdot a_{2^{k}}}}{.}}
Pozostałe przypadki
Ponieważ ciąg {\displaystyle 2^{k}} nie jest ograniczony z góry, oznacza to, że każda liczba jest mniejsza od jakiejś liczby naturalnej będącej potęgą liczby 2.
Dzięki temu aby wykazać zachodzenie nierówności dla dowolnej ilości liczb, wystarczy wykazać indukcyjnie, że jeżeli jest ono prawdziwe dla {\displaystyle n+1} to jest ono także prawdziwe dla {\displaystyle n}:
Niech {\displaystyle a_{n+1}={\frac {a_{1}+a_{2}+\ldots +a_{n}}{n}}}. Wtedy {\displaystyle {\frac {a_{1}+a_{2}+\ldots +a_{n}+{\frac {a_{1}+a_{2}+\ldots +a_{n}}{n}}}{n+1}}\geqslant {\sqrt[{n+1}]{a_{1}\cdot a_{2}\cdot \ldots \cdot a_{n}\cdot {\frac {a_{1}+a_{2}+\ldots +a_{n}}{n}}}},}
dalej: {\displaystyle {\frac {(a_{1}+a_{2}+\ldots +a_{n})\cdot {\frac {n+1}{n}}}{n+1}}\geqslant {\sqrt[{n+1}]{a_{1}\cdot a_{2}\cdot \ldots \cdot a_{n}\cdot {\frac {a_{1}+a_{2}+\ldots +a_{n}}{n}}}},}
{\displaystyle {\frac {a_{1}+a_{2}+\ldots +a_{n}}{n}}\geqslant {\sqrt[{n+1}]{a_{1}\cdot a_{2}\cdot \ldots \cdot a_{n}\cdot {\frac {a_{1}+a_{2}+\ldots +a_{n}}{n}}}}{,}}
{\displaystyle ({\frac {a_{1}+a_{2}+\ldots +a_{n}}{n}})^{n+1}=({\frac {a_{1}+a_{2}+\ldots +a_{n}}{n}})^{n}\cdot {\frac {a_{1}+a_{2}+\ldots +a_{n}}{n}}\geqslant a_{1}\cdot a_{2}\cdot \ldots \cdot a_{n}\cdot {\frac {a_{1}+a_{2}+\ldots +a_{n}}{n}},}
{\displaystyle {\frac {a_{1}+a_{2}+\ldots +a_{n}}{n}}\geqslant {\sqrt[{n}]{a_{1}\cdot a_{2}\cdot \ldots \cdot a_{n}}}.}
Stąd wiemy, że nierówność między średnimi ma miejsce dla dowolnej ilości liczb, co kończy dowód.

### Średnia geometryczna i harmoniczna
Zgodnie z nierównością między średnimi arytmetyczną i geometryczną:
{\displaystyle {\sqrt[{n}]{{\frac {1}{x_{1}}}\cdot {\frac {1}{x_{2}}}\cdot \ldots \cdot {\frac {1}{x_{n}}}}}\leqslant {\frac {{\frac {1}{x_{1}}}+{\frac {1}{x_{2}}}+\ldots +{\frac {1}{x_{n}}}}{n}},}
gdzie {\displaystyle x_{i}} są dodatnie (z czego wynika, że ich odwrotności są dodatnie).
Funkcja
{\displaystyle f\colon \mathbb {R} _{+}\to \mathbb {R} _{+},\;\;f(x)=x^{-1}}
jest malejąca, więc po nałożeniu jej obustronnie na powyższą nierówność otrzymujemy:
{\displaystyle {\sqrt[{n}]{x_{1}x_{2}\ldots x_{n}}}\geqslant {\frac {n}{{\frac {1}{x_{1}}}+{\frac {1}{x_{2}}}+\ldots +{\frac {1}{x_{n}}}}},}
co kończy dowód.

### Średnia arytmetyczna i kwadratowa
Dowód korzysta z twierdzenia o ciągach jednomonotonicznych.
Rozważmy sumę:
{\displaystyle a_{1}^{2}+a_{2}^{2}+\ldots +a_{n}^{2}}
nierosnącego ciągu liczb rzeczywistych dodatnich {\displaystyle a_{1},\dots ,a_{n}.}
Zgodnie z twierdzeniem o ciągach jednomonotonicznych jest to największa suma, jaką możemy uzyskać poprzez mnożenie wyrazów podanego ciągu.
Po pomnożeniu jej przez {\displaystyle n} otrzymujemy:
{\displaystyle n\cdot (a_{1}^{2}+a_{2}^{2}+\ldots +a_{n}^{2}),}
co zgodnie z nierównością jest nie mniejsze niż suma dowolnych {\displaystyle n} sum powstałych w wyniku podobnego mnożenia.
Łatwo zauważyć, że iloczyn: {\displaystyle (a_{1}+a_{2}+\ldots +a_{n})^{2}} jest sumą dokładnie {\displaystyle n} takich sum, zatem:
{\displaystyle n\cdot (a_{1}^{2}+a_{2}^{2}+\ldots +a_{n}^{2})\geqslant (a_{1}+a_{2}+\ldots +a_{n})^{2}}
dzielimy obustronnie przez {\displaystyle n^{2}}
{\displaystyle {\frac {a_{1}^{2}+a_{2}^{2}+\ldots +a_{n}^{2}}{n}}\geqslant {\frac {(a_{1}+a_{2}+\ldots +a_{n})^{2}}{n^{2}}}}
i wyciągamy obustronnie pierwiastek kwadratowy:
{\displaystyle {\sqrt {\frac {a_{1}^{2}+a_{2}^{2}+\ldots +a_{n}^{2}}{n}}}\geqslant {\frac {a_{1}+a_{2}+\ldots +a_{n}}{n}},}
co kończy dowód.

## Przykładowe zastosowania

### Ciąg(n1/n){\displaystyle (n^{1/n})}dąży do 1
Przy użyciu nierówności między średnią geometryczną a arytmetyczną oraz twierdzenia o trzech ciągach można wykazać, że
{\displaystyle \lim _{n\to \infty }{\sqrt[{n}]{n}}=1.}
Rzeczywiście,
{\displaystyle n={\sqrt {n}}\cdot {\sqrt {n}}\cdot \underbrace {1\cdot 1\cdot \ldots \cdot 1} _{n-2},}
skąd
{\displaystyle 1\leqslant {\sqrt[{n}]{n}}={\sqrt[{n}]{{\sqrt {n}}\cdot {\sqrt {n}}\cdot 1\cdot \ldots \cdot 1}}\leqslant {\frac {{\sqrt {n}}+{\sqrt {n}}+1+\ldots +1}{n}}={\frac {2{\sqrt {n}}+n-2}{n}}={\frac {2}{\sqrt {n}}}+1-{\frac {2}{n}}.}
Ponieważ
{\displaystyle \lim _{n\to \infty }\left({\frac {2}{\sqrt {n}}}+1-{\frac {2}{n}}\right)=1,}
więc również {\displaystyle \lim _{n\to \infty }{\sqrt[{n}]{n}}=1.}